# 2014-es IWCC női labdarúgó-klubvilágbajnokság
A 2014-es IWCC női labdarúgó-klubvilágbajnokság, más néven Nestlé kupa, a harmadik nemzetközi női labdarúgókupa volt, melyet 2014. november 30-a és december 6-a között rendeztek meg Japánban.
A döntőt a São José csapata nyerte az Arsenallal szemben 2–0-s gólkülönbséggel.

## Részt vevő csapatok
A kínai Csiangszu Huataj szerezte meg a bajnokság utolsó nyitott helyét a torna kvalifikációs bajnokságának megnyerésével. Az előző évhez hasonlóan a női UEFA-kupa győztese, a VfL Wolfsburg ezúttal sem vett részt a megmérettetésen.
| Csapat               | Megnyert bajnokság                 | Szövetség                    |
| -------------------- | ---------------------------------- | ---------------------------- |
| Arsenal              | meghívott (2013–14-es női FA-kupa) | UEFA                         |
| Melbourne Victory    | 2013–14-es W-League                | Ausztrál labdarúgó-szövetség |
| São José             | 2013-as Copa Libertadores Femenina | CONMEBOL                     |
| Csiangszu Huataj     | IWCC kvalifikációs bajnokság       | AFC                          |
| Okajama Junogó Belle | 2014-es Nadesiko liga alapszakasz  | Japán labdarúgó-szövetség    |
| Urava Red Diamonds   | 2014-es Nadesiko liga rájátszás    | Japán labdarúgó-szövetség    |

## Mérkőzések
A mérkőzések időpontjait 2014. október 7-én jelentették be.
|  | Első forduló         | Első forduló         | Első forduló |  |  | Elöndöntők           | Elöndöntők           | Elöndöntők |         |   | Döntő                | Döntő                | Döntő |  |
|  |                      |                      |              |  |  |                      |                      |            |         |   |                      |                      |       |  |
|  | Urava Red Diamonds   | Urava Red Diamonds   | 5            |  |  |                      |                      |            |         |   |                      |                      |       |  |
|  | Csiangszu Huataj     | Csiangszu Huataj     | 1            |  |  | Urava Red Diamonds   | Urava Red Diamonds   | 0          |         |   |                      |                      |       |  |
|  |                      |                      |              |  |  | São José             | São José             | 1          |         |   |                      |                      |       |  |
|  |                      |                      |              |  |  |                      |                      |            |         |   | São José             | São José             | 2     |  |
|  | Okajama Junogó Belle | Okajama Junogó Belle | 5            |  |  |                      |                      | Arsenal    | Arsenal | 0 |                      |                      |       |  |
|  | Melbourne Victory    | Melbourne Victory    | 0            |  |  | Arsenal              | Arsenal              | 2          |         |   |                      |                      |       |  |
|  |                      |                      |              |  |  | Okajama Junogó Belle | Okajama Junogó Belle | 0          |         |   |                      |                      |       |  |
|  |                      |                      |              |  |  |                      |                      |            |         |   | Bronzmérkőzés        |                      |       |  |
|  |                      |                      |              |  |  |                      |                      |            |         |   |                      |                      |       |  |
|  |                      |                      |              |  |  |                      |                      |            |         |   | Urava Red Diamonds   | Urava Red Diamonds   | 4     |  |
|  |                      |                      |              |  |  |                      |                      |            |         |   | Okajama Junogó Belle | Okajama Junogó Belle | 0     |  |

### Első forduló
| 2014. november 30. 11:05 |

| Urava Red Diamonds                                 | 5–1 | Csiangszu Huataj |
| -------------------------------------------------- | --- | ---------------- |
| Kató 11' Kira 27' Kira 58' 76' (ö.g.) Kisikava 86' |     | Vang L. 41'      |

| Mimasaka Rugby Football Field, Mimaszaka Nézőszám: 1 295 |

| 2014. november 30. 14:10 |

| Okajama Junogó Belle                                     | 5–0         | Melbourne Victory |
| -------------------------------------------------------- | ----------- | ----------------- |
| Nakano 1' Arimacsi 6' Arimacsi 37' Mijama 75' Nakano 82' | Jegyzőkönyv |                   |

| Mimasaka Rugby Football Field, Mimaszaka Nézőszám: 1 863 |

### Elődöntők
| 2014. december 3. 16:05 |

| Urava Red Diamonds | 0–1 | São José    |
| ------------------ | --- | ----------- |
|                    |     | Debinha 59' |

| Ajinomoto Field Nishigaoka, Tokió Nézőszám: 965 |

| 2014. december 3. 19:05 |

| Arsenal         | 2–0 | Okajama Junogó Belle |
| --------------- | --- | -------------------- |
| Óno 16' Óno 58' |     |                      |

| Ajinomoto Field Nishigaoka, Tokió Nézőszám: 1 339 |

### A harmadik helyért
| 2014. december 6. 11:35 |

| Urava Red Diamonds                      | 4–0 | Okajama Junogó Belle |
| --------------------------------------- | --- | -------------------- |
| Gotó 13' Sibata 59' Otaki 77' Uszui 90' |     |                      |

| Ajinomoto Field Nishigaoka, Tokió Nézőszám: 1 041 |

### Döntő
| 2014. december 6. 15:10 |

| São José                          | 2–0 | Arsenal |
| --------------------------------- | --- | ------- |
| Rosana 4' Giovania 71' (11-esből) |     |         |

| Ajinomoto Field Nishigaoka, Tokió Nézőszám: 1 365 |

## Nyereményalap
A torna nyereményalapja 10 millió japán jen volt.